# Apophua tricarinata
Apophua tricarinata är en stekelart som först beskrevs av Cameron 1908.  Apophua tricarinata ingår i släktet Apophua och familjen brokparasitsteklar. Inga underarter finns listade i Catalogue of Life.